# Hybogaster burmaensis
Hybogaster burmaensis är en stekelart som först beskrevs av Cameron 1907.  Hybogaster burmaensis ingår i släktet Hybogaster och familjen bracksteklar. Inga underarter finns listade i Catalogue of Life.